# 위선의 태양
《위선의 태양》(러시아어: Утомлённые солнцем, 영어: Burnt By The Sun)은 러시아 연방에서 제작된 니키타 미할코프 감독의 1994년 드라마 영화이다. 알렉 멘쉬코브 등이 주연으로 출연하였고 니키타 미할코프 등이 제작에 참여하였다.
아카데미 외국어영화상 수상작이다.

## 출연

### 주연
- 알렉 멘쉬코브
- 잉게보르가 다프쿠나이트
- 니키타 미할코프
- 나데즈다 미칼코바

### 조연
- 앙드레 오맨스키
- 비아체슬라프 틱호노브
- 스베트라나 크리우크코바
- 알라 A. 카잔스카야

## 기타
- 공동제작: 블라디미르 세도우
- 공동제작: 장 루이스 피엘